# Берн Арена (футбольный стадион)
«Берн Арена» (швед. Behrn Arena) — футбольный стадион в Эребру, Швеция. Построен в 1923 году, до 2005 года назывался «Эйраваллен». Изначально до перестройки арены 1958 года, стадион являлся мультиспортивным и использовался для проведения соревнований по лёгкой атлетике и хоккею с мячом. В 1958 году стадион стал одной из арен Чемпионата мира по футболу. 15 июня 1958 года на нём прошёл матч группового этапа между сборными Франции и Шотландии, завершившейся со счётом 2:1. После Чемпионата мира стадион дважды реконструировался в 1974 и 2002 годах. Рекорд посещаемости был зафиксирован в 2004 году, на концерте группы Gyllene Tider, присутствовало 22 459 человек.